# 井上佳子 (女優)
井上 佳子（いのうえ よしこ、1976年9月19日 - ）は、日本の女優。東京都出身。ファーイーストカンパニーを経て、植竹ルーム所属。身長160cm。B90,w66,H90。靴24.5cm。血液型A型。趣味・特技はバレエ。個性派女優と称され、概してコミカルな役どころが多い。

## 出演作品

### テレビドラマ
- shin-D「獅子女」（2001年、日本テレビ系） - 米蔵ノブコ 役
- できちゃった結婚（2001年、フジテレビ系） - 綾小路麗奈 役
- 探偵家族 第8話（2002年、日本テレビ系） - 藤堂修子 役
- ごくせん 第3話（2002年、日本テレビ系）
- ヨイショの男（2002年、TBS系）
- 恋愛偏差値 第一章「燃えつきるまで」（2002年、フジテレビ系） - 奈々絵 役
- リモート（2002年、日本テレビ系） - 神崎薫 役
- 月曜ミステリー劇場「おばさん会長・紫の犯罪清掃日誌」（TBS系）
- 愛の劇場「またのお越しを」第32,32,34話（2003年、TBS系） - 瞳 役
- ホットマン 第3話（2003年、TBS系）
- 菊次郎とさき 第7話（2003年、テレビ朝日系）
- 月曜ミステリー劇場「新・女借金取りが行く」（2004年、TBS系）
- ケータイ刑事 銭形泪 第6話（2004年、BS-i）
- 金曜エンタテイメント「男たちの宿題」（2004年、フジテレビ系）
- 金曜エンタテイメント「女たちの罪と罰」（2004年、フジテレビ系）
- 愛情イッポン 第8,9,10話（2004年、日本テレビ系）
- こちら本池上署（2004年、TBS系） - 松藤あや
- スウとのんのん（2005年、TBS系） - 三浦リエコ役
- 曲がり角の彼女 第4話（2005年、フジテレビ系） - リエ 役
- PS -羅生門-（2006年、テレビ朝日系） - 草間タキ子 役
- 誰よりもママを愛す（2006年、TBS系）
- 24時間テレビ「ユウキ」（2006年、日本テレビ系）
- のだめカンタービレ（2006年、フジテレビ系） - 菅沼沙也 役
- 愛の劇場「結婚式へ行こう!」 第17,18話（2007年、TBS系）
- 佐々木夫妻の仁義なき戦い 第8,9話（2008年、TBS系）
- 33分探偵 第1話（2008年、フジテレビ系）
- トンスラ（2008年、日本テレビ系）
- 仮面ライダーW（2009年、テレビ朝日） - 城塚福美 役
- 傍聴マニア09 （2009年、読売テレビ） - 喫茶店員・水森役
- 華和家の四姉妹（2011年7月 - 9月、TBS系） - 高橋マリ 役
- 黒い十人の黒木瞳II「黒い2階の女」（2012年、NHK BSプレミアム）
- 天魔さんがゆくEpisode.4(第5話)「さよならパパの霊」（2013年、TBS系） - 楊貴妃 役
- めんたいぴりり2（2015年、テレビ西日本） - 岡村ミチエ 役

### バラエティ
- どうーなってるの?! 再現VTR（フジテレビ系）
- こたえてちょーだい! 再現VTR（2001年、フジテレビ系）
- 人気者でいこう!（2001年、テレビ朝日系）
- ごきげんよう（2001年、フジテレビ系）

### 映画
- 秘密（1999年、滝田洋二郎監督）
- Summer Nude（2003年、飯塚健監督） - 小林ルミ役
- 蟲師（2006年、大友克洋監督）
- ユメ十夜（2007年、山下雄大監督）
- めんたいぴりり (2019年、江口カン監督)　- 岡村チエ 役

### 舞台
- 劇団ノーティーボーイズ公演「愛しのGYO☆RANGER（ギョレンジャー）」（2004年、ウッディーシアター中目黒）
- 劇団ノーティーボーイズ公演「狐狸狐狸ばなし」（2005年、北條秀司作、鴨下信一演出、三越劇場）
- めんたいぴりり（2015年、博多座） - 岡村チエ 役
- めんたいぴりり～博多座版～ 未来永劫編（2019年、博多座）

### ラジオ
- ショッカーO野とこおろぎさとみの「ひので街探偵事ム所108」（2001年、文化放送）

### CM
- フジテレビ 「ガッチャ・フジテレビ」イメージキャラクター（2001年）
- 日産自動車 「リバティ」（2001年）※共演：村上里佳子、渡部篤郎
- 日本コカコーラ 「まろ茶」（2002年）※共演：井川遥、伊藤英明

ほか

### アニメ
- 発明BOYカニパン（1998年）ヤキソバ役